# جوزيف باركر (صحفي)
جوزيف باركر (بالإنجليزية: Joseph Barker)‏ هو صحفي وصحفي سياسي أمريكي، ولد في 11 مايو 1806 في Bramley, Leeds ‏ في المملكة المتحدة، وتوفي في 15 سبتمبر 1875.